# Megaselia nigriceps
Megaselia nigriceps är en tvåvingeart som först beskrevs av Friedrich Hermann Loew 1866.  Megaselia nigriceps ingår i släktet Megaselia och familjen puckelflugor. Arten är reproducerande i Sverige. Inga underarter finns listade i Catalogue of Life.